# Никола Калипари
Никола Калипари (на италиански: Nicola Calipari) е италиански военен разузнавач и агент на италианските специални служби от 2002. Преди това работи в полицията. Убит е на 4 март 2005 от американски войници в Ирак докато превозва журналистката Джулиана Сгрена на безопасно място.

## Биография
Никола Калипари е роден в Реджо Калабрия на 23 юни 1953. Завършва право и е стажант – полицейски комисар от септември 1979. Назначен е в генуезката полиция в Скуадра Мобиле. След това е преместен в Скуадра Воланти.
През 1980 получава известие, че трябва да отслужи военната си повинност и е преместен в полицията в Козенца през 1982, където работи до 1989. Преминава през различни назначения, докато не става ръководител на Скуадра Мобиле и заместник-началник на полицейския участък. През 1988 работи три месеца в Австралия с националните служби по престъпността. През май 1989 е преместен в полицията в Рим, където от 1993 е заместник-началник на Скуадра Мобиле.
През 1996 е повишен в началник, а от март 1997 ръководи местния Криминалпол. След две години е назначен за началник на трети и втори участък на Централната оперативна служба.
От ноември 2000 работи в криминалната полиция в Централната дирекция като изпълнява функциите на заместник-министерски съветник в Дирекцията на пътната полиция, Дирекцията на железопътната полиция, Дирекцията на граничната полиция и Дирекцията на пощенската полиция. През март 2001 е назначен за началник на външните служби на полицията в Рим.
През 2002 започва работа като ръководител на разузнаването в Ирак.
Има двама сина, които са на 19 и 13 години, когато умира (4 март 2005).

## Убийство
Никола Калипари е убит на 4 март 2005 от американски войници докато превозва освободената журналистка Джулиана Сгрена.
Според американските сили джипът, с който се придвижва Сгрена и Калипари, приближил американски пункт с превишена скорост. Според същия източник американските войници се опитали да предупредят хората в джипа да намалят скоростта чрез жестикулации, светене и изстрелване на предупредителни изстрели, и след като нямало реакция, те стреляли по двигателната част на колата, за да я спрат. Калипари е убит.
Според Сгрена джипът е карал с нормална скорост, а американските войници са открили огън без предупреждение.
Министър-председателят на Италия Силвио Берлускони казва по този повод „Смятам, че трябва да получим обяснение за толкова сериозен инцидент. Някой трябва да поеме отговорността за случилото се.“ Берлускони от дълго време е съюзник на Джордж У. Буш.
Говорител на Белия дом изказва по повода съболезнования за трагедията и обещава разследване по случая.
1. ↑  Dettaglio decorato //   Посетен на 5 декември 2013 г. (на италиански)